# Orlando Julius

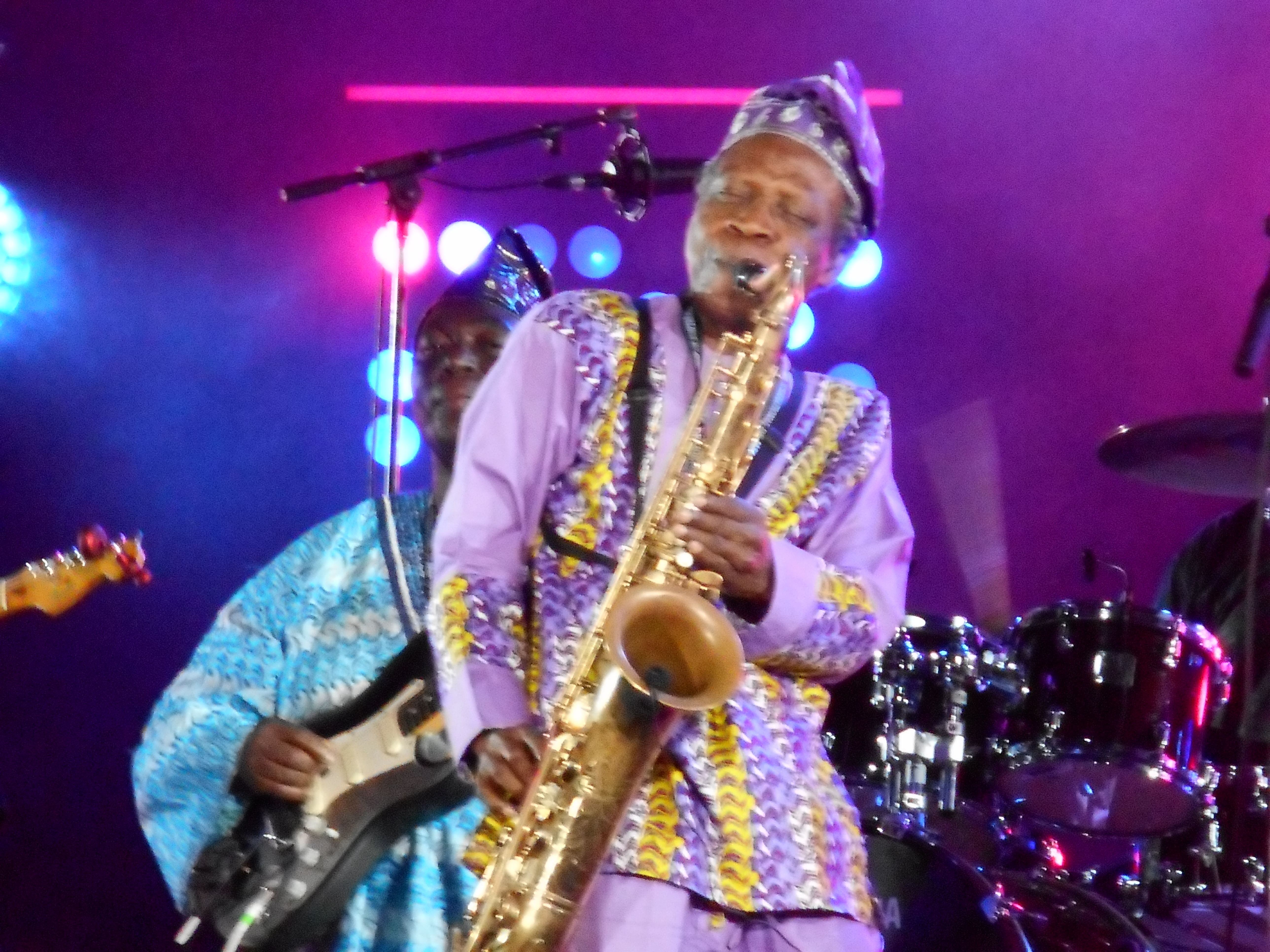
Orlando Julius, Montreal 2016

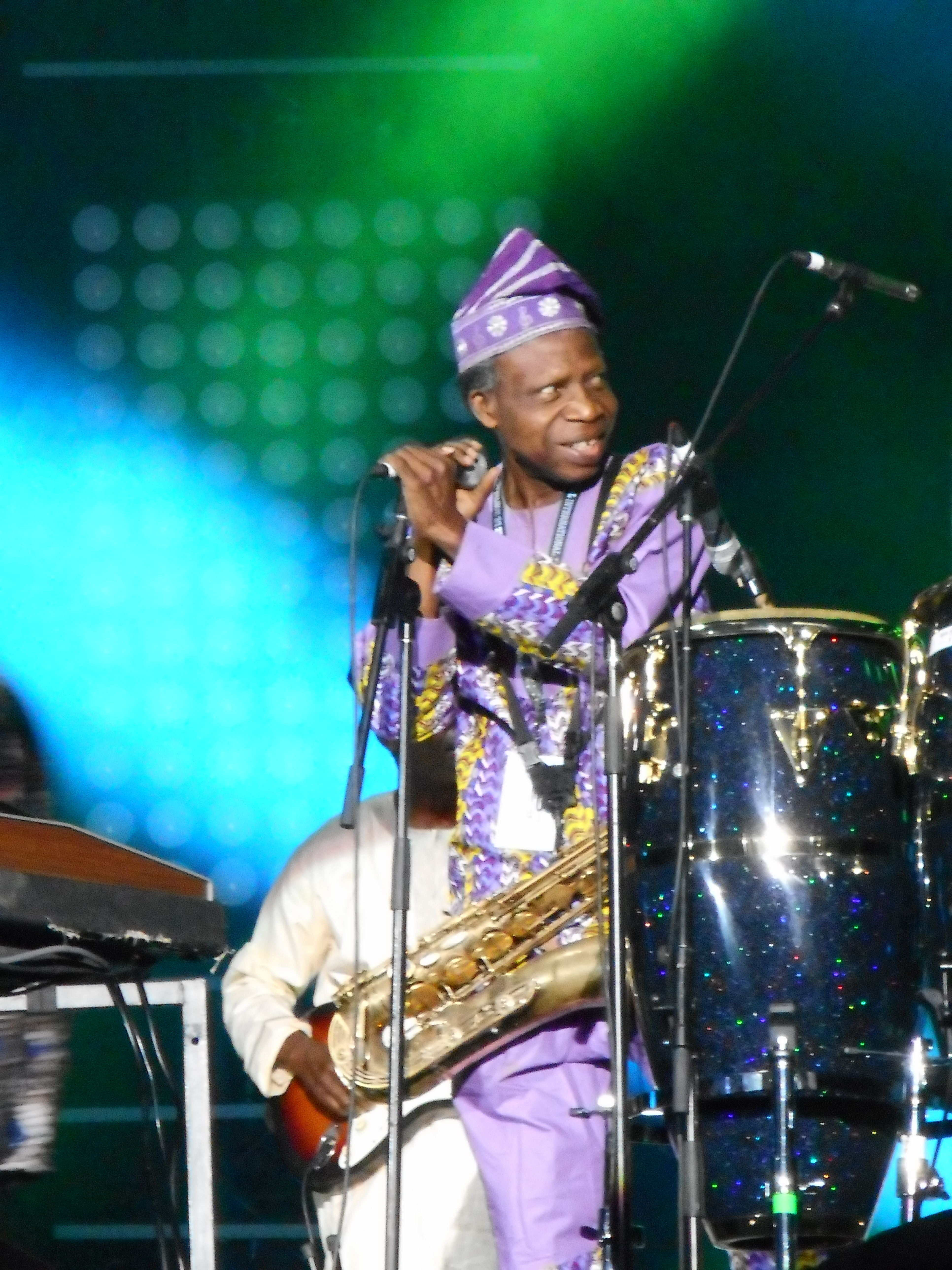
Orlando Julius, Montreal 2016

Orlando Julius (eigentlich Orlando Julius Aremu Olusanya Ekemode, * 22. September 1943 in Ilesha; † 14. April 2022 in Lagos) war ein nigerianischer Musiker (Saxophon, Gesang), Bandleader und Songwriter.

## Leben und Wirken
Orlando Julius begann in den 1960er Jahren, afrikanische Musikelemente wie Highlife mit amerikanischem Rhythm & Blues, Jazz, Funk und Soul zu mischen; zu seinen Haupteinflüssen zählen Fela Kuti und Afrobeat. Neben seiner Arbeit in Nigeria tourte er mehrere Jahre in den Vereinigten Staaten, wo er mit Lamont Dozier, The Crusaders und Hugh Masekela zusammenarbeitete. 1966 erschien sein Album Super Afro Soul, das ihn in Nigeria landesweit bekannt machte. In der Musik des Albums verschmolzen Highlife mit James Browns Famous Flames, Sam & Dave und jazzigen Blechbläser-Riffs. In den 70er Jahren leitete er Orlando Julius & His Afro Sounders, mit der zwei LPs bei Philips vorlegte. Um 2000 gelang ihm ein internationales Comeback, als Super Afro Soul wiederveröffentlicht wurde. Ab 2014 tourte er mit der Londoner Band The Heliocentrics. Orlando Julius lebte in Lagos, wo er im April 2022 plötzlich und unerwartet im Alter von 79 Jahren verstarb.

## Diskographische Hinweise
- 1966 – Super Afro Soul (10", Album) – Polydor – PLP 003
- 1972 – Orlando Ideas (LP) – Philips-West African-Records – 6361 016 (PL)
- 1973 – Orlando Julius and The Afro Sounders (LP) – Philips-West African-Records – 6361 044
- 1978 – Love Peace & Happiness (LP, Album) – Jungle Records – SELP 02
- 1979 – Disco Hi-Life (LP) – Jofabro – JILP1004
- 1984 – Dance Afro-Beat (LP, Album) – Afro-Beat Records – AB001
- 2014 – Orlando Julius With The Heliocentrics, Jaiyede Afro (2×LP) – Strut – Strut112LP